# Partski jezik
Partski jezik izumrli je zapadnoiranski jezik koji se upotrebljavao u Partskom Carstvu i drugim državama u kojem je vladala dinastija Arsakida (Armensko Kraljevsto, Kraljevstvo Iberija i Kavkaska Albanija). Partski jezik većinom se govorio južno od Kaspijskoga jezera, u današnjem sjevernom dijelu Irana. Partski jezik govorio se od 3. stoljeća pr. Kr. do polovice 1. tisućljeća. Partski jezik kronološki pripada srednjoiranskim jezicima. Partski jezik nije izravno potekao iz staroperzijskoga jezika, ali mu je u genetskom smislu blizak. Pisao se varijantom aramejskoga pisma, a sačuvani su uglavnom kratki zapisi na keramičkim posudama (ostraka) i religijski tekstovi (osobito manihejski). Neki su tekstovi na partskom jeziku pronađeni daleko na istoku, u Kineskom Turkestanu, kamo su ih po Putu svile donijeli partski trgovci.